# Индия Мур
Индия Адриана Мур (на английски: Indya Adrianna Moore) е американска актриса и манекенка.

## Биография
Родена е на 17 януари 1995 г. в Бронкс, Ню Йорк, в семейство с хаитянски, доминикански и пуерторикански произход. През 2009 г. напуска семейството си, което не приема трансджендър идентичността ѝ, и малко по-късно започва да работи като манекенка. Напуска училище в 10-ти клас, защото съучениците я подлагат на тормоз. Мур е активистка срещу тормоза в училище.
От 2017 г. се снима в киното, а през следващата година получава широка известност с ролята си в сериала „Pose“.
През 2019 г. озвучава Шеп в епизод на анимационното предаване „Стивън Вселенски: Бъдещето“, спиноф на „Стивън Вселенски“. През 2023 г. играе Бруклин в анимационния сериал на Дисни „Лунното момиче и Дяволският динозавър“.
През 2023 г. играе Каршон в „Аквамен и изгубеното кралство“.
Мур е с небинарен пол и предпочита хората да се обръщат към нея с местоименията вие/те.

## Бележници
1. ↑  www.pinknews.co.uk
2. ↑  nypost.com
3. ↑  Cover Exclusive: The Cast of 'Pose' Takes Center Stage & Makes History //   www.out.com. Посетен на 6 април 2021.
4. ↑  Indya Moore (visual voices guide) - Behind The Voice Actors //   www.behindthevoiceactors.com. Посетен на 6 април 2021.
5. ↑  hollywoodreporter.com
6. ↑  variety.com